# کیم جائه-بوم
کیم جائه-بوم (انگلیسی: Kim Jae-bum؛ زادهٔ ۲۵ ژانویه ۱۹۸۵) جودوکار اهل کره جنوبی است.